# Sobotovice
Sobotovice (en allemand : Sobotowitz) est une commune du district de Brno-Campagne, dans la région de Moravie-du-Sud, en République tchèque. Sa population s'élevait à 617 habitants en 2020.

## Géographie
Sobotovice se trouve à 5 km au sud-ouest de Rajhrad, à 16 km au sud-sud-ouest de Brno et à 191 km au sud-est de Prague.
La commune est limitée par Syrovice au nord, par Holasice et Vojkovice à l'est, par Ledce et Medlov au sud, et par Bratčice à l'ouest.

## Histoire
La première mention écrite de la localité date de 1258.